# Llaennog ap Masgwid
Llaennog ap Masgwid  est un héros du Hen Ogledd. Il est considéré comme un probable roi régnant au VIe siècle sur le royaume brittonique  post-romain d' Elmet dans les Leeds région de l'actuel Yorkshire, 

## Contexte
Lleenog ou LLaennog est le père de  Gwallog et de Dwywai, mère de  Saint Deiniol  Selon le sources son père est alternativement Masgwid Gloff dans les Harleian genealogies ou Mar ap Ceneu dans les Généalogies du Jesus College MS. 20 
Lleen(n)awc est une forme archaïque de son nom qui a évidemment bénéficié d'une large diffusion. elle apparait par exemple dans le Bonedd y Saint et dans le Livre de Taliesin Une forme ultérieure, Llein(n)awc, est utilisée dans le Livre Noir de Carmarthen. Dans tous les cas il est mentionné comme le père de Gwallog mais on ne connait rien d'autre de lui.

## Source
- (en) Peter Bartrum, A Welsh classical dictionary: people in history and legend up to about A.D. 1000, Aberystwyth, National Library of Wales, 1993 (ISBN 9780907158738), p. 462 LLEENOG, LLEINOG. (465)